# Aschères-le-Marché

Aschères-le-Marché este o comună în departamentul Loiret din centrul Franței. În 1 ianuarie 2022 avea o populație de 1.140 de locuitori.